# 추자중학교
추자중학교(楸子中學校)는 대한민국 제주특별자치도 제주시 추자면 신양리에 있는 공립 중학교이다.

## 학교 연혁
- 1951년 9월 20일 : 추자 고등공민학교 개원
- 1955년 4월 27일 : 추자중학교 3학급 설립 인가
- 1955년 6월 2일 : 초대 교장 박철규 선생 부임
- 1955년 6월 16일 : 추자중학교 개교
- 1967년 9월 8일 : 6학급 학칙 변경
- 1979년 3월 1일 : 9학급 학칙 변경
- 1996년 10월 23일 : 급식소 개소
- 2000년 3월 1일 : 3학급 학칙 변경
- 2019년 3월 1일 : 학력향상 자율학교 지정(2023.2.28.까지)
- 2019년 9월 1일 : 자유학년제 운영
- 2023년 3월 1일 : 학력향상 자율학교 재지정
- 2024년 9월 1일 : 제44대 김철준 교장 부임
- 2025년 1월 9일 : 제68회 졸업식(8명 졸업, 졸업생 총수 3,866명)

## 참고 자료
- 추자중학교 - 한국교육학술정보원 학교알리미